# Xylocopa combinata
Xylocopa combinata är en biart som beskrevs av Conrad Ritsema 1876. Xylocopa combinata ingår i släktet snickarbin, och familjen långtungebin. Inga underarter finns listade i Catalogue of Life.